# 5e étape du Tour d'Espagne 1999

La 5e étape du Tour d'Espagne 1999 s'est déroulée le 9 septembre entre Béjar et Ciudad Rodrigo.

## Récit
À l'arrivée de cette première étape de moyenne montagne, l'Allemand Jan Ullrich s'impose au sprint en débordant dans les tout derniers mètres Abraham Olano qui s'empare du maillot de oro. Alex Zülle, l'un des favoris de ce Tour d'Espagne, perd 5 minutes 29 à la suite d'une défaillance. Figurant dans l'échappée matinale avec Rafael Diaz Justo (ONCE-Deutsche Bank), Laurent Brochard (Lotus-Festina) est passé en deux tête des deux premiers montées du jour pour prendre le maillot de la montagne 

## Classement de l'étape
|   | Coureur             | Pays      | Équipe           |    | Temps |
| - | ------------------- | --------- | ---------------- | -- | ----- |
| 1 | Jan Ullrich         | Allemagne | Deutsche Telekom | en |       |
| 2 | Abraham Olano       | Espagne   | ONCE             |    | m.t.  |
| 3 | Frank Vandenbroucke | Belgique  | Cofidis          |    | m.t.  |

## Classement général
|   | Coureur                   | Pays      | Équipe            |    | Temps |
| - | ------------------------- | --------- | ----------------- | -- | ----- |
| 1 | Abraham Olano             | Espagne   | ONCE              | en |       |
| 2 | Jan Ullrich               | Allemagne | Deutsche Telekom  | +  | 10 s  |
| 3 | Igor González de Galdeano | Espagne   | Vitalicio Seguros |    | 15 s  |